# Vuelo 800 de TWA
El vuelo 800 de Trans World Airlines (conocido como TW800 o TWA800) fue un vuelo internacional de pasajeros programado regularmente desde el Aeropuerto Internacional John F. Kennedy en la ciudad de Nueva York, Estados Unidos, hasta el Aeropuerto de Fiumicino en Roma, Italia, con escala en el Aeropuerto Charles de Gaulle en París, Francia. El 17 de julio de 1996, aproximadamente a las 8:31 p.m. EDT, doce minutos después del despegue, el Boeing 747-100 explotó y se estrelló en el Océano Atlántico cerca de East Moriches, Nueva York, Estados Unidos.: 1 
Las 230 personas a bordo fallecieron en el accidente; es el tercer accidente de aviación más mortífero en la historia de Estados Unidos. Investigadores de accidentes de la Junta Nacional de Seguridad en el Transporte (NTSB) se desplazaron al lugar, llegando a la mañana siguiente,: 313 en medio de especulaciones de que un ataque terrorista fue la causa del accidente.La Oficina Federal de Investigaciones (FBI) y el Grupo de Trabajo Conjunto contra el Terrorismo (JTTF) del Departamento de Policía de Nueva York iniciaron una investigación criminal paralela.Dieciséis meses después, la JTTF anunció que no se había encontrado evidencia de un acto criminal y cerró su investigación activa.
La investigación de cuatro años de la NTSB concluyó con la aprobación del Informe de Accidente de Aeronave el 23 de agosto de 2000, poniendo fin a la investigación de desastre aéreo más extensa, compleja y costosa en la historia de los Estados Unidos hasta ese momento.El informe concluyó que la causa probable del accidente fue la explosión de vapores de combustible inflamables en el tanque central. Aunque no se pudo determinar con certeza, la probable causa de la ignición fue un cortocircuito.: xvi Se encontraron problemas con el cableado de la aeronave, incluyendo evidencia de arcos eléctricos en el cableado del sistema de indicación de cantidad de combustible (FQIS) que entra al tanque. Se sabe que el FQIS del vuelo 800 funcionaba mal; el capitán comentó sobre lecturas "exageradas" del sistema unos dos minutos y 30 segundos antes de que la aeronave explotara. Como resultado de la investigación, se desarrollaron nuevos requisitos para las aeronaves con el fin de prevenir futuras explosiones del tanque de combustible.
Existen muchas teorías alternativas del vuelo 800 de TWA; la más recurrente establece que la causa del accidente fue un misil disparado por un terrorista o por una nave de guerra de la armada de los Estados Unidos, y que todo el asunto es objeto de encubrimiento por parte del gobierno.
Fue el segundo desastre aéreo más grave de 1996, solo por detrás de la Colisión Aérea de Charkhi Dadri que ocurrió cinco meses después. Es el tercer accidente aéreo más mortífero en la historia de los Estados Unidos.
El 17 de julio ha sido considerado como el día más mortífero para la aviación, pues casualmente es la fecha en la que se han registrado más de 15 accidentes aéreos catastróficos, entre los que también destacan vuelo 3054 de TAM Linhas Aéreas en 2007, el derribo del vuelo 17 de Malaysia Airlines en 2014 y el vuelo 7412 de Alliance Air en 2000.

## Vuelo y accidente

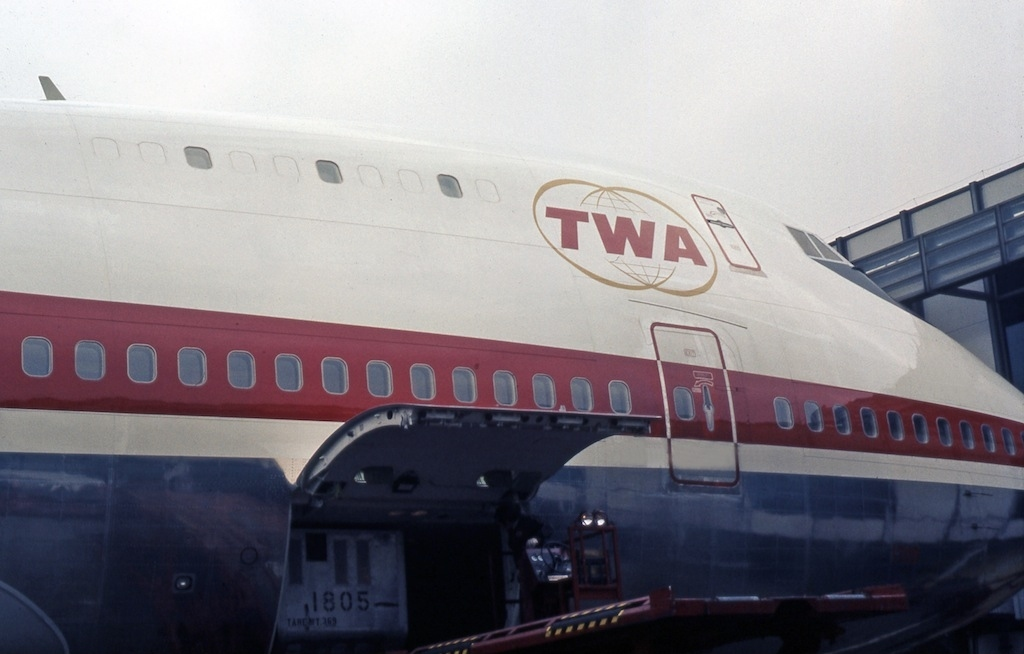
La vista de primer plano del fuselaje delantero del N93119, que muestra las siete ventanas tapadas en la cubierta superior. Estos tapones salieron expulsados después de la explosión del vuelo 800.

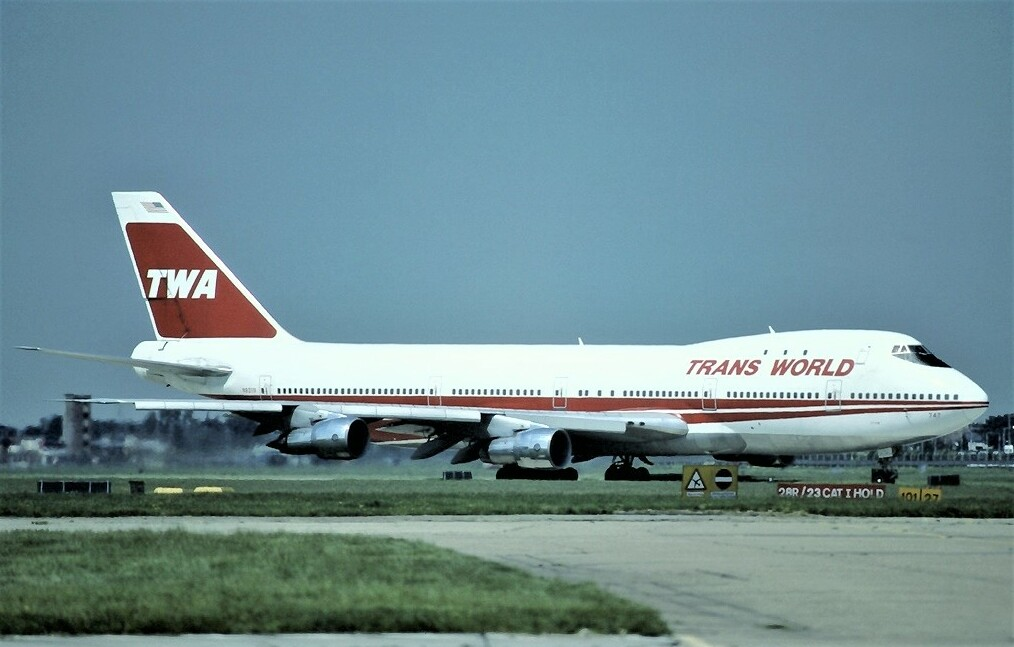
La aeronave accidentada en el año 1982.

El avión accidentado, con matrícula N93119, fue manufacturado por Boeing en julio de 1971, y comprado nuevo por TWA. La aeronave había completado 16.869 vuelos con 93.303 horas de operación. El día del accidente el avión había partido de Atenas, Grecia, como el vuelo 881 de TWA, y llegó a la puerta del aeropuerto Kennedy (JFK) sobre las 16:38. Allí repostó y hubo un cambio de tripulación; esta consistía en el comandante Ralph G. Kevorkian, el comandante y oficial instructor Steven E. Snyder, el ingeniero de vuelo y oficial instructor Richard G. Campbell (todos con más de 30 años de carrera en TWA) y el ingeniero de vuelo en prácticas Oliver Krick, que empezaba la sexta fase de su entrenamiento inicial de experiencia operativa.
Debido a problemas técnicos con los sensores del inversor de empuje durante el aterrizaje del vuelo 881 de TWA en JFK, antes del vuelo 800 el personal de mantenimiento cerró el inversor del motor 3 (tratándolo como elemento de la lista maestra de equipo mínimo). Además, se reemplazaron varios cables cortados del inversor de empuje del motor 3. Durante el repostaje del aparato, se pensó que el control del registro volumétrico (VSO en inglés) había saltado antes de que los depósitos estuvieran llenos. Para continuar el repostaje a presión, un mecánico de TWA anuló el VSO automático retirando el fusible volumétrico y un interruptor del circuito de rebosamiento. Los registros de mantenimiento mostraban que la aeronave registró numerosas anotaciones relacionadas con el VSO en las semanas anteriores a la catástrofe.
El vuelo 800 de TWA estaba programado para salir de JFK con destino a París alrededor de las 19:00 horas, pero fue retrasado poco más de una hora por motivo de una pieza de equipamiento de tierra que no funcionaba y por la falta de un pasajero que había facturado. Una vez que se confirmó que el dueño del equipaje estaba a bordo, el personal de vuelo se preparó para el despegue y la aeronave se retiró de la puerta 27 en la Terminal 5.

Recorrido del vuelo 800 de TWA. Los rectángulos de color marcan las áreas en las que se recuperaron restos.

El vuelo 800 recibió entonces una serie de órdenes de cambio de rumbo y generalmente de incremento de altitud mientras ascendía a su altura de crucero programada. Las condiciones meteorológicas en la zona eran de brisa suave y nubes dispersas, y las condiciones de visibilidad nocturnas eran seguras. La última transmisión de radio desde la aeronave se produjo a las 20:30, cuando el personal de vuelo recibió y reconoció las instrucciones del Centro de Control Aéreo de Boston (ARTCC en inglés), de ascender hasta 15 000 pies (4572,0 m). La última señal de retorno del transpondedor de radar que se recibió desde el avión fue registrada por el puesto de radar de la Administración Federal de Aviación (FAA en inglés) en Trevose, Pensilvania a las 20:31:12.
Treinta y ocho segundos después, el comandante de un Boeing 737 de Eastwind Airlines informó al ARTCC de Boston que "acababa de ver una explosión ahí fuera", y añadió: "acabo de ver una explosión por encima de nosotros... a unos 16.000 pies [4900m] o algo así, y ha caído justo al agua." A continuación, muchos centros de control del tráfico aéreo en la zona de Nueva York/Long Island recibieron avisos de explosión por parte de otros pilotos que operaban en la zona. Muchos testigos en las inmediaciones del accidente afirmaron que vieron u oyeron explosiones, acompañadas de una bola o bolas de fuego sobre el océano, y que pudieron observar restos, parte de ellos ardiendo, cayendo al agua.
A los pocos minutos del impacto con el agua, algunas personas pudieron alcanzar el lugar del accidente en embarcaciones de la policía, militares y civiles, e iniciaron la búsqueda de supervivientes, aunque no se encontró ninguno, lo que convirtió al vuelo 800 de TWA en el segundo accidente con mayor número de víctimas en los Estados Unidos hasta entonces.

## Investigación inicial

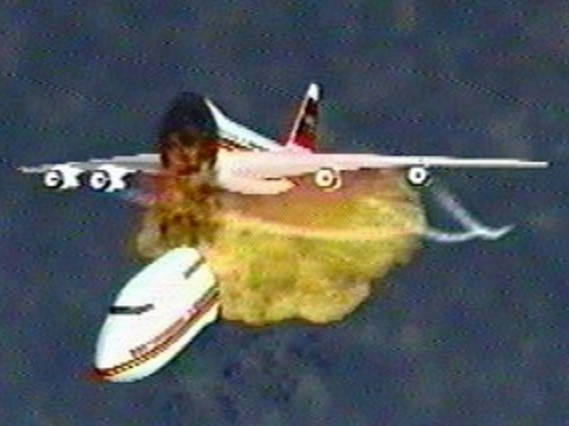
Captura de una animación de la CIA del momento en que explota el Vuelo 800.

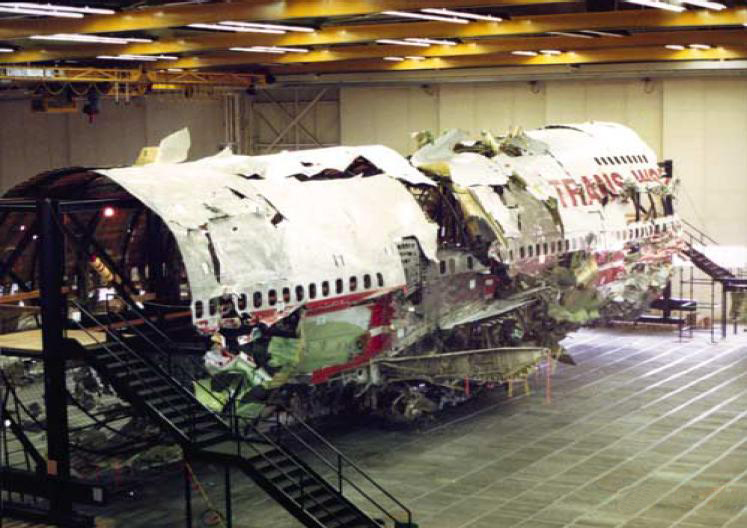
Reconstrucción de los restos del accidentado Vuelo 800 de TWA. Este tipo de proceso se realiza para conocer todos los motivos del siniestro y suele ser largo y laborioso.

La NTSB recibió la notificación en torno a las 20:50 del día del accidente; se organizó un equipo completo en Washington D. C., y llegó al lugar de los hechos la mañana siguiente a hora temprana. Mientras tanto, las declaraciones iniciales de algunos testigos llevaban a algunos a pensar que la causa del accidente había sido una bomba o ataque con misiles. La NTSB no investiga actividades criminales. En pasadas investigaciones, una vez que se hubo establecido que un accidente era, en realidad, una acción criminal, el FBI había sido la agencia federal al mando de la investigación, limitando a la NTSB a ofrecer la ayuda que se le solicitase. En el caso del vuelo 800 de TWA, el FBI inició una investigación criminal paralela en cooperación con la investigación de la NTSB.

### Operaciones de búsqueda y recuperación
Se llevaron a cabo operaciones de búsqueda y recuperación por parte de agencias federales, estatales y locales, así como contratistas gubernamentales. Se utilizaron vehículos operados a distancia (ROVs), sonar de escaneo lateral y equipo de escaneo lineal mediante láser, para explorar e investigar los campos de restos submarinos. Los submarinistas y los vehículos recuperaron cuerpos de las víctimas y restos del aparato; posteriormente se emplearon pesqueros de arrastre comerciales para recuperar restos enterrados en el fondo del océano. Finalmente se recuperó un 95% de los restos del avión, en una de las operaciones de rescate más grandes nunca llevadas a cabo, a menudo trabajando en circunstancias difíciles y peligrosas. Los esfuerzos de búsqueda y recuperación identificaron tres áreas principales de restos bajo el agua: la zona amarilla, la zona roja y la zona verde contenían restos de la parte frontal, central y posterior del avión, respectivamente. La zona verde con la zona de cola de la aeronave era la que más lejos estaba a lo largo de la trayectoria de vuelo.
Los restos recuperados se transportaban en barco hasta la orilla y después en camión hasta un hangar alquilado en las antiguas instalaciones aeronáuticas de Grumman (el aeródromo Calverton Executive Airpark), en Calverton, Nueva York, donde se almacenaban, se examinaban y se reconstruían. Estas instalaciones se convirtieron en el centro de mando y cuartel general de la investigación. El personal de la NTSB y del FBI estaba presente para observar todos los traslados y preservar el valor probatorio de todos los restos. Las cajas negras (registrador de voz de la cabina de vuelo y registrador de vuelo) fueron recuperadas por buceadores de la Armada de los Estados Unidos una semana después de la tragedia, e inmediatamente se enviaron al laboratorio de la NTSB en Washington D. C., para su lectura. Las víctimas eran trasladadas al Instituto Forense del Condado de Suffolk en Hauppauge, Nueva York.

### Tensiones en la investigación
Los familiares de los pasajeros y la tripulación del vuelo 800 de TWA, junto con la prensa, se reunieron en el Hotel Ramada Plaza cerca del aeropuerto JFK. Muchos esperaron hasta que los restos mortales de sus familiares fueron recuperados, identificados y devueltos. El dolor se convirtió en ira por el retraso de TWA en confirmar la lista de pasajeros, informaciones contradictorias de distintas agencias y funcionarios, y desconfianza en las prioridades de la operación de recuperación. Aunque el vicepresidente de la NTSB afirmó que todos los cuerpos se iban a recuperar tan pronto como se encontrasen, y que los restos del avión sólo se estaban recuperando en caso de que el buceador creyese que había víctimas escondidas debajo, muchas familias sospechaban que los investigadores no decían la verdad, o se guardaban información.
Una gran cantidad de esa ira y de presión política recayó en el forense del condado de Suffolk, el doctor Charles V. Wetli, al tiempo que se acumulaban los cuerpos en el depósito y se atrasaba el trabajo. Los patólogos estaban bajo una constante y considerable presión para identificar a las víctimas sin el más mínimo retraso, y trabajaban sin descanso. Ya que el principal objetivo era identificar todos los restos antes que efectuar una autopsia detallada, la rigurosidad de los exámenes era muy variable. En última instancia se recuperaron e identificaron restos de las 230 víctimas, la última de ellas más de diez meses después.
Al no quedar clara la cadena de mando, la diferencia de objetivos y de formas de actuar entre el FBI y la NTSB provocaban conflictos. El FBI, que asumía desde el comienzo que había tenido lugar una acción criminal, veía indecisa a la NTSB. Un agente del FBI expresó su frustración por la falta de voluntad de la NTSB de especular con una causa, describiendo a la NTSB como "Ni opiniones, ni nada". Mientras tanto la NTSB tenía la labor de refutar o quitar importancia a especulaciones sobre conclusiones y pruebas, frecuentemente suministradas a los periodistas por agentes de la ley o políticos.

### Interrogatorio a los testigos

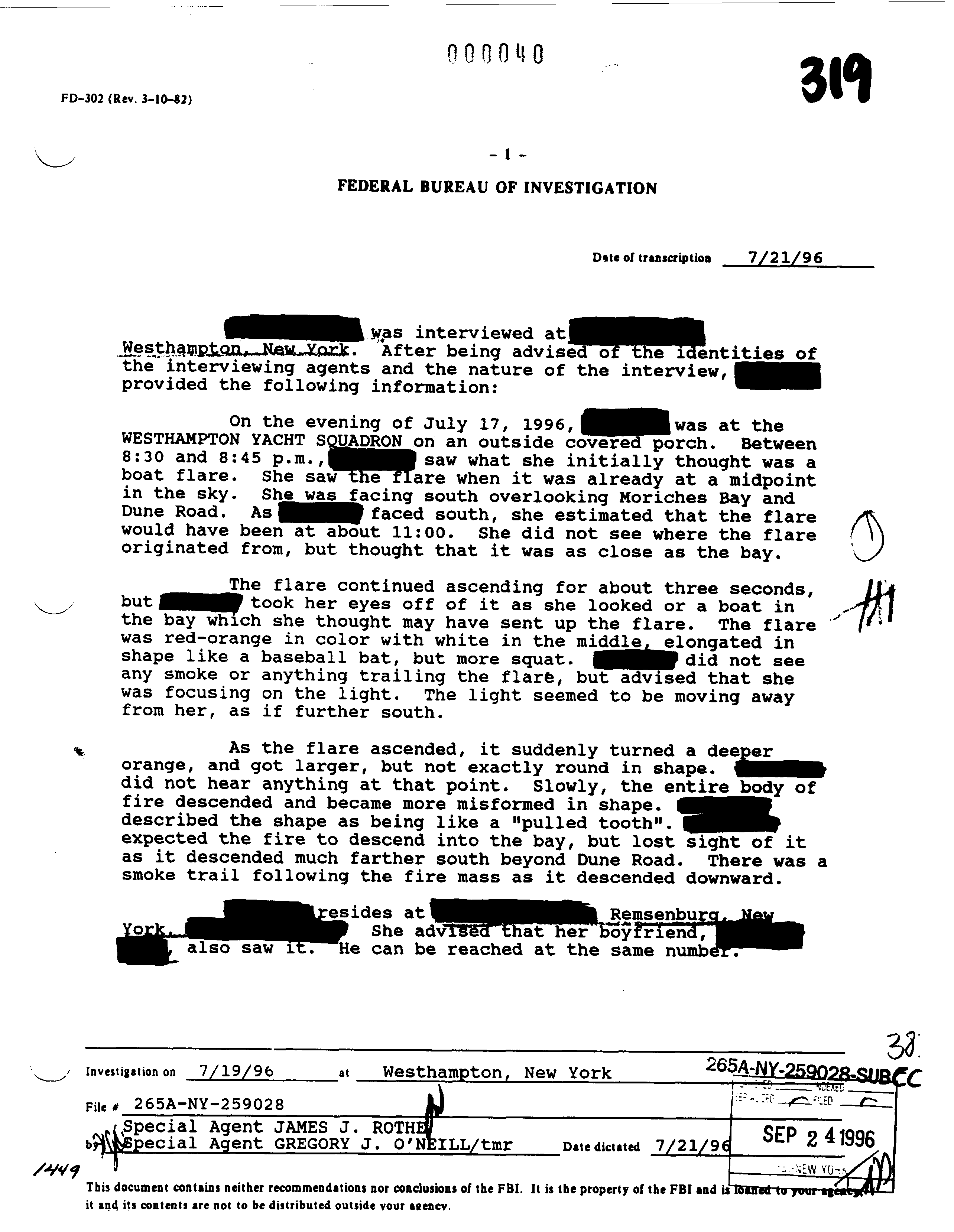
Un resumen de la declaración de un testigo del FBI (con información personal censurada).

Un gran número de los testigos del desastre decían haber visto un "haz de luz", que generalmente era descrito como ascendente, en movimiento hacia un punto en el que apareció una gran bola de fuego, a lo que varios testigos añadían que se dividió en dos bolas de fuego mientras descendía hacia el agua. Había un vivo interés en la información de los testigos y mucha especulación acerca de si el rayo de luz era un misil que había alcanzado al vuelo 800, provocando que el avión estallara. Estas declaraciones de los testigos fueron la principal causa del inicio y la duración de la investigación criminal del FBI.
Aproximadamente 80 agentes realizaron entrevistas con testigos potenciales a diario. No se hicieron transcripciones de las entrevistas con los testigos; en su lugar, los agentes que las realizaron escribían resúmenes que ellos mismos presentaban. A los testigos no se les pidió que revisaran o corrigieran dichos resúmenes. En algunos de los escritos se incluían dibujos y diagramas de lo que vieron los testigos.
A los pocos días del accidente, la NTSB anunció su intención de crear su propio grupo de testigos y efectuar interrogatorios por su propia cuenta. Sin embargo, después de que el FBI mostrara preocupación acerca de que personal no gubernamental de la investigación de la NTSB pudiera tener acceso a esta información y las posibles dificultades procesales derivadas del hecho de que a los mismos testigos se les hubiese entrevistado en múltiples ocasiones, la NTSB cedió e inicialmente ni entrevistó ni volvió a interrogar a los testigos del accidente.

## Continuación de la investigación y análisis
El examen de la grabación de la cabina y del registrador de vuelo mostraban un despegue y un ascenso dentro de la normalidad, con la aeronave en vuelo también normal antes de que se parase bruscamente a la 20:30:12. Un ruido registrado en las últimas décimas de segundo de grabación era similar a los últimos sonidos recogidos en otros aviones que se desintegraron en vuelo. Todo esto, junto a la distribución de los restos y la información de los testigos, apuntaba a que el vuelo 800 de TWA había sufrido una rotura catastrófica en vuelo.

### Posibles causas de la desintegración en vuelo
Los investigadores tuvieron en cuenta diversas causas posibles de la ruptura estructural: fallo estructural y descompresión; detonación de un dispositivo explosivo de gran energía, tal como una cabeza de guerra de un misil explotando al impactar contra la aeronave o una bomba desde dentro del avión; o una explosión de combustible o aire en el depósito del centro del ala.

### Fallo estructural y descompresión
El examen meticuloso de los restos no mostraba evidencia alguna de defectos estructurales como la fatiga, corrosión o daño mecánico que pudiera haber causado la rotura en el aire. También se sugirió que la rotura podía haber comenzado por la separación en vuelo de la puerta de carga delantera; sin embargo todas las evidencias apuntaban a que la puerta estaba cerrada y asegurada en el momento del impacto. La NTSB concluyó que "la rotura en el aire del vuelo 800 de TWA no se inició por ninguna circunstancia preexistente que provocase un fallo estructural y descompresión".

#### Detonación de un misil o una bomba
Una revisión de los datos registrados por radares de vigilancia aeroportuaria y radares de largo alcance mostró múltiples contactos de aeronaves/objetos en las cercanías del vuelo 800 en el momento del accidente. Ninguno de estos contactos se cruzó con la posición del vuelo 800 en ningún momento. Llamó la atención la información proveniente del centro de control aéreo de Islip, Nueva York, que registró tres trayectorias en las inmediaciones del vuelo 800 que no aparecían en los datos de ningún otro radar. Tampoco ninguna de estas secuencias se cruzaban con el vuelo 800 en ningún momento. Ninguno de todos los radares revisados mostraba un retorno consistente en un misil u otro proyectil desplazándose en dirección al vuelo 800 de TWA.
La NTSB se enfrentó a las alegaciones de que el radar de Islip mostraba una serie de blancos militares de superficie que convergían de manera sospechosa en el área en torno al accidente; y que una trayectoria de 30 nudos, nunca identificada y a 3 millas náuticas del lugar del accidente, estuvo involucrada en alguna actividad deshonesta, como evidenciaba el hecho de que no se desviara de su camino y colaborara en las operaciones de búsqueda y rescate. Los archivos militares examinados por la NTSB no situaban ninguna embarcación militar a menos de 15 millas del vuelo 800 en el momento del accidente. Además dichos archivos indicaban que la zona restringida para uso militar (y por tanto prohibida al tráfico aéreo civil) más cercana en el momento del accidente, la zona de operaciones militares W-387A/B, se encontraba a 160 millas náuticas al sur.
La NTSB revisó el objeto con desplazamiento a 30 nudos para tratar de determinar por qué no se desvió de su ruta y se dirigió al área donde habían caído los restos del vuelo 800. El vuelo se encontraba detrás del objeto, y con la probable perspectiva hacia adelante del ocupante u ocupantes no habrían estado en posición de observar la ruptura del avión y posterior explosión y bola de fuego. Además, era improbable que los ocupantes del objeto hubieran sido capaces de oír las explosiones por encima del ruido del motor y del casco al deslizarse sobre el agua, más aún si los ocupantes viajaban en un puente cerrado o cabina. Por último, la revisión de la información del radar de Islip en otros días y noches de verano similares en 1999 indicó que la trayectoria de 30 nudos era perfectamente acorde con el tráfico marítimo de naves de pesca, de recreo o de carga.
Se detectaron trazas de residuo de explosivo en tres muestras de material de tres áreas distintas de recuperación de restos del avión (descritas por el FBI como una pieza de material semejante a un lienzo y dos piezas de un panel del suelo). Estas muestras fueron remitidas al laboratorio del FBI en Washington D. C., el cual dictaminó que una de las muestras contenía trazas de ciclotrimetilentrinitramina (RDX), otra nitroglicerina y la tercera una combinación de RDX y tetranitrato de pentaeritritol pent; estos hallazgos recibieron mucha atención por parte de la prensa en su momento. A esto se añadía que los respaldos de varios asientos de pasajeros dañados presentaban una substancia de color marrón rojizo. Sin embargo, de acuerdo con el fabricante, la localización y aspecto coincidía con el adhesivo utilizado en la fabricación de los asientos, y unos tests adicionales llevados a cabo por la NASA identificaron la sustancia como coincidente con adhesivos.
Un examen más exhaustivo de la estructura del avión, los asientos y otros componentes del interior, demostró que no existía el daño característicamente asociado con una explosión de alta energía de una bomba o la cabeza de guerra de un misil ("superficies severamente picadas, cráteres, orificios de salida en forma de pétalos, efectos de gas caliente"). Esto era igualmente válido para las piezas en las que se encontró rastro de explosivos. Tampoco los restos de las víctimas mostraban señales de heridas que pudieran haber sido causadas por una explosión de alta energía.
La NTSB consideró la posibilidad de que la presencia de los residuos de explosivos se debiera a contaminación ocurrida durante el uso de la aeronave para transportar tropas en 1991 durante la Guerra del Golfo o su utilización en un ejercicio de entrenamiento de perros para la detección de explosivos alrededor de un mes antes del accidente. Sin embargo, los tests realizados por el Centro Técnico de la Administración Federal de Aviación (FAA) indicaron que los residuos del tipo de explosivos encontrado en los restos se disiparían completamente tras dos días de inmersión en el agua del mar (casi todos los restos recuperados estuvieron sumergidos más de dos días). La NTSB concluyó que era "bastante posible" que los residuos de explosivo hubiesen sido transferidos desde las embarcaciones militares o vehículos de tierra, o la ropa y botas de los militares, a los restos del aparato durante o después de la operación y que no estaban presente en el momento en que el avión chocó con el agua.
Aunque fue incapaz de determinar el origen exacto de las trazas de residuos de explosivos encontradas, la falta de otras pruebas que corroborasen la evidencia de una explosión de alta energía llevó a la NTSB a la conclusión de que " la rotura en el aire del vuelo 800 de TWA no fue iniciada por una bomba o ataque de misil."

#### Explosión de combustible o aire en el depósito central de las alas
Con el fin de evaluar la secuencia de la rotura de la estructura de la aeronave, la NTSB formó un grupo de secuenciación, que se dedicaba a examinar tanto las piezas individuales recuperadas de la estructura, como reconstrucciones en dos dimensiones o diseños de secciones del aparato, y reconstrucciones en tres dimensiones de distintos tamaños de partes del avión. Además, se analizó la localización de los fragmentos del aparato en el momento de su recuperación y las diferencias del efecto del fuego en distintas piezas que normalmente se encuentran adyacentes. El grupo de secuenciación llegó a la conclusión de que el primer suceso en la secuencia de rotura fue una fractura en la sección del centro de las alas del aparato, provocado por un "factor de sobrepresión" en el depósito del centro de las alas (CWT en inglés). El factor de sobrepresión se definió como un incremento rápido de la presión que trajo como resultado el fallo de la estructura del CWT. Al no hallarse evidencia de que algún mecanismo explosivo de alta energía hubiese sido detonado en esta zona (o cualquier otra) del avión, este exceso de presión solamente podía haber sido causado por una explosión de aire o combustible en el CWT. Aunque solo había una pequeña cantidad de combustible en el CWT del vuelo 800,[cita requerida] los tests que recreaban las condiciones del vuelo mostraron que la cantidad que quedaba de combustible o vapor resultaba inflamable. Uno de los principales motivos por los que el combustible o aire del depósito central del 747 podía ser inflamable era la gran cantidad de calor generada y transmitida al CWT por los packs de aire acondicionado, localizados directamente debajo del depósito; al subir la temperatura a un nivel suficiente, una simple fuente de ignición podría provocar la explosión.
Se utilizaron modelos informáticos y maquetas para predecir y mostrar cómo progresaría una explosión en el CWT del 747. Durante este periodo, la mitigación se identificó como un tema a tener en cuenta, según la cual la explosión se extinguiría a su paso por la compleja estructura del CWT. Pero como los datos de investigación relacionados con dicha mitigación eran limitados, no fue posible comprender por completo esta mitigación, y el tema quedó sin resolver.
Para determinar mejor si una explosión de combustible o vapor en el CWT generaría suficiente presión para romper el depósito de combustible y llevar a la destrucción de la aeronave se realizaron pruebas en julio y agosto de 1997, utilizando un 747 de Air France dado de baja, en el aeródromo de Bruntingthorpe, en Inglaterra. En dichas pruebas se simuló una explosión en el CWT al encender una mezcla de aire y propano; el resultado fue un fallo de la estructura del tanque debido a la sobrepresión. Y aunque la NTSB reconocía que las condiciones del test de Bruntingthorpe no eran completamente equiparables a las existentes en el vuelo 800 de TWA en el momento del accidente, algunas explosiones de combustible en el CWT previas tales como la del vuelo 203 de Avianca y del vuelo 143 de Philippine Airlines confirmaban que una explosión del CWT podría reventar el depósito de combustible y conllevar la destrucción del aparato.
En última instancia, teniendo en cuenta "la secuencia de rotura del avión; las características de los daños de los restos; los experimentos científicos y la investigación acerca de combustibles, explosiones de depósitos de combustible, y las condiciones del depósito central en el momento del accidente; y análisis de la información facilitada por los testigos," la NTSB determinó que "la rotura del vuelo 800 de TWA en el aire se inició por una explosión en el depósito central."

### Secuencia de rotura y vuelo con los daños
Las zonas de recuperación de restos del océano (las zonas roja, amarilla y verde) indicaban claramente lo siguiente: (1) que la zona roja (de la parte delantera de la sección central de las alas y un aro de fuselaje justamente delante) fueron las primeras partes en separarse del avión; (2) que la sección delantera del fuselaje se separó simultáneamente o inmediatamente después de la parte de la zona roja, aterrizando relativamente intacta en la zona amarilla; (3) que los restos de la zona verde (alas y la parte trasera del fuselaje) permanecieron intactos por algún intervalo de tiempo tras la separación de la parte delantera de fuselaje, e impactaron en el agua en la zona verde.
El daño por fuego y los depósitos de hollín en los restos recuperados indicaban que se produjeron incendios en algunas zonas del avión mientras continuaba su vuelo tras la pérdida de la sección delantera del fuselaje. Después de unos 34 segundos (basándose en información de los documentos de los testigos), las partes exteriores de ambas alas cedieron, provocando con toda probabilidad incendios alimentados por el combustible que fueron el comienzo de las bolas de fuego descritas por los testigos. En poco tiempo, el ala izquierda se separó de lo que quedaba del fuselaje, lo que tuvo como resultado un desarrollo aún mayor de las bolas de fuego del combustible mientras caían al océano.
Sólo el puesto de radar de la FAA en Truro Norte (Massachusetts), que utilizaba un software de procesamiento especializado del escuadrón de evaluación de radar 84 de la Fuerza Aérea de los Estados Unidos, fue capaz de estimar la altitud del vuelo 800 de TWA después de perder potencia tras la explosión del depósito. No obstante, debido a su limitada precisión, los datos de este radar no sirvieron para determinar si el aparato siguió ascendiendo después de que se le partiese el morro. En su lugar, la NTSB realizó una serie de simulaciones por ordenador para examinar la trayectoria de la parte principal del fuselaje. Se utilizaron cientos de simulaciones con distintas combinaciones de los posibles momentos en que se pudo haber separado el morro del vuelo 800 de TWA (se desconocía el momento exacto), diferentes modelos de comportamiento del avión dañado (las propiedades aerodinámicas de una aeronave sin su morro solo se podían estimar), y la información de radar longitudinal (las trayectorias recogidas de la posición este/oeste del vuelo 800 de TWA diferían en unos lugares de otros). Todas estas simulaciones mostraban que tras la pérdida del fuselaje delantero el resto del aparato continuó volando, después cabeceó hacia arriba mientras viraba a la izquierda (norte), ascendiendo a una máxima altitud entre los 15 537 pies (4735,7 m) y los 16 678 pies (5083,5 m) desde su última altitud registrada, 13 760 pies (4194,0 m).

#### Análisis de la información proporcionada por los testigos

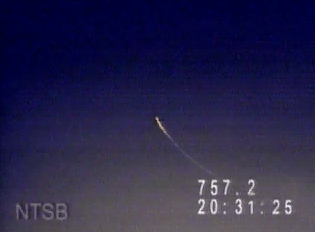
La NTSB determinó que la observación de la mayoría de los testigos de un haz de luz coincidía con la trayectoria calculada del vuelo 800 de TWA tras la explosión del depósito central de las alas (captura de una animación de la NTSB).

Al comienzo de la investigación del FBI, debido a la posibilidad de que terroristas internacionales pudieran estar detrás del suceso, se solicitó ayuda a la Agencia Central de Inteligencia (CIA). Los analistas de la CIA, basándose en análisis de propagación de sonido, llegaron a la conclusión de que los testigos no podían estar describiendo un misil aproximándose a un avión intacto, sino que lo que estaban viendo era un rastro de combustible ardiendo que salía de la aeronave después de la explosión inicial. Esta conclusión se alcanzó tras calcular cuánto tiempo tardaría el sonido de la explosión inicial en alcanzar a los testigos, y utilizando los datos para establecer la correlación de las observaciones de los testigos con la secuencia del accidente. En ninguno de los casos el testigo podía estar describiendo un misil aproximándose a un avión intacto, ya que el avión había estallado antes de que la observación comenzara.
Según la investigación iba progresando, la NTSB decidió formar un grupo de testigos para estudiar más a fondo el testimonio de aquellos. Desde noviembre de 1996 hasta abril de 1997, este grupo revisó los documentos de los testigos que cedió en préstamo el FBI (con información personal redactada), y llevó a cabo entrevistas con tripulantes de un helicóptero HH-60 y de un C-130 de la Guardia aérea de Nueva York, así como de un P-3 Orion de la Armada, que estaban volando cerca del vuelo 800 de TWA en el momento del accidente.
En febrero de 1998, el FBI, que había cerrado ya su investigación, accedió a entregar los documentos de los testigos a la NTSB. Una vez que el acceso a estos documentos dejó de estar controlado por el FBI, la NTSB formó un segundo grupo de testigos para que revisase dicha documentación. Debido al lapso de tiempo transcurrido (unos 21 meses) antes de que la NTSB recibiera información acerca de la identidad de los testigos, el grupo de testigos decidió no volver a interrogar, sino que utilizaría la documentación del FBI como fuente primordial de las observaciones de los testigos. Sin embargo, el grupo de testigos sí entrevistó al capitán del vuelo 507 de Eastwind Airlines, que fue el primero en informar de la explosión del vuelo 800, a pesar de los dos años y medio que habían pasado desde el desastre, por su localización privilegiada en el momento del accidente y su experiencia como piloto.
La revisión de los documentos testificales por parte del NTSB encontró que contenían 736 testimonios, de los cuales 258 fueron de los denominados testigos del "haz de luz" ("un objeto que se movía en el cielo... descrito de varias maneras: como un punto de luz, fuegos artificiales, una bengala, una estrella fugaz, o alguna cosa similar"). El grupo de testigos llegó a la conclusión de que el haz de luz descrito por los testigos podía haber sido el propio avión en alguno de los momentos de su vuelo antes de que se formase la bola de fuego, destacando que la mayoría de estas 258 declaraciones coincidían con la trayectoria calculada del accidente después de la explosión del depósito central.
No obstante, 38 testigos describían un rayo de luz que ascendía verticalmente, o casi verticalmente, y estos testimonios "no parecían acordes con la trayectoria del avión". A esto se sumaba que 18 testigos afirmaban haber visto un rayo de luz que se originaba en la superficie o el horizonte, lo que tampoco parecía "acorde con la trayectoria calculada y otros aspectos que se conocían de la secuencia del accidente." En lo que se refería a estas versiones discrepantes, la NTSB adujo que, teniendo en cuenta la experiencia de investigaciones pasadas, "las declaraciones de los testigos son a menudo incoherentes con los hechos conocidos o con las declaraciones de otros testigos sobre los mismos sucesos". Las entrevistas realizadas por el FBI se centraban en la posibilidad de una ataque con misil; a los agentes se les habían proporcionado preguntas sugeridas tales como: "¿dónde estaba el sol en relación con el avión y el punto de lanzamiento del misil?" y "¿Durante cuánto tiempo voló el misil?" que, en algunos casos, podían haber condicionado las respuestas de los entrevistados. La NTSB decidió que dado el gran número de testigos de este caso, "no esperaban que las observaciones de todos los testigos documentados fueran consistentes las unas con las otras" y "no veía estas declaraciones, aparentemente anómalas, como pruebas convincentes de que algunos testigos habían podido ver un misil."
Después de que se llevaran a cabo pruebas de visibilidad de misiles en abril de 2000 en la Base de la Fuerza Aérea Eglin, en Fort Walton Beach, Florida, la NTSB resolvió que si lo que los testigos vieron fue un ataque de misil, habrían observado: (1) una luz de la combustión del motor del misil ascendiendo de manera abrupta y muy rápida durante unos 8 segundos; (2) la desaparición de la luz durante unos 7 segundos; (3) otra luz al golpear el misil a la aeronave e incendiar el depósito central, que se movería considerablemente más lenta y más lateralmente que la primera, durante unos 30 segundos; (4) esta luz descendiendo hacia el océano al mismo tiempo que se convertía en una bola de fuego. Ninguno de los documentos testificales describía este escenario.
Hubo cinco testimonios que por su situación idónea y/o el nivel de precisión y detalle proporcionado por sus declaraciones, generaron especial interés: el piloto de Eastwind Airline, la tripulación del helicóptero HH-60, un testigo de haz de luz del vuelo 217 de US Airways y un testigo de tierra sobre el puente de Beach Lane en Westhampton Beach, Nueva York, al igual que un testigo en un barco cerca de Great Gun Beach. Los defensores del escenario del ataque con misil afirmaban que algunos de estos testigos observaron un misil; sin embargo, el análisis demostró que las observaciones no eran acordes con un ataque de misil sobre el vuelo 800, sino que eran más compatibles con que estos testigos hubieran visto algunas partes de la secuencia de fuego y rotura en vuelo tras la explosión del depósito central.
La NTSB concluyó que "las observaciones de los testigos de un haz de luz no estaban relacionadas con un misil, y que ese haz de luz descrito por la mayoría de esos testigos era combustible ardiendo que salía del avión accidentado mientras seguía volando dañado, durante una parte de la secuencia de rotura, tras la explosión y antes del impacto". La NTSB concluyó además "que las observaciones de los testigos de una o más bolas de fuego fueron de los restos del avión ardiendo mientras caían al océano".

### Posibles fuentes de ignición del depósito central de las alas
En un intento por aclarar qué fue lo que encendió el vapor o combustible inflamable en el depósito central y provocó la explosión, la NTSB evaluó numerosas fuentes potenciales. Pero todas menos una fueron consideradas muy improbables como fuentes de ignición.

#### El fragmento de un misil o una pequeña carga explosiva
Aunque la NTSB había resuelto ya que el ataque de un misil no era lo que había provocado el fallo estructural de la aeronave, se tuvo en cuenta la posibilidad de que un misil hubiera podido explotar lo suficientemente cerca del vuelo 800 de TWA como para que un fragmento del mismo hubiera penetrado en el depósito central y hubiese encendido el combustible o vapor, pero aun así estuviese lo suficientemente lejos como para no dejar los daños característicos del ataque de un misil. Se utilizaron modelos informáticos que utilizaban datos de comportamiento de misiles para simular un misil que estallara en un lugar tal que un fragmento de la cabeza de guerra penetrase en el depósito central. Basándose en estas simulaciones la NTSB determinó que era "muy improbable" que una cabeza de guerra detonada en un lugar desde donde un fragmento pudiera penetrar el depósito central, pero ningún otro fragmento impactase en la estructura circundante del avión y dejase marcas distintivas.
Similarmente, la investigación planteó la posibilidad de que una pequeña carga explosiva colocada en el depósito central pudiera haber sido la fuente de ignición. Los test realizados por la NTSB y la Agencia Británica de Evaluación e Investigación de la Defensa (DERA en inglés) demostraron que cuando un metal del mismo tipo y grosor que el del depósito central era penetrado por una carga pequeña, la superficie se deformaba en forma de pétalos, las superficies adyacentes se picaban, y existía daño visible por el paso de gas caliente en la zona que lo rodea. Dado que ninguna de las piezas recuperadas exhibía daño de estas características, y que ninguna de las áreas que faltaban de la estructura eran lo suficientemente grandes como para abarcar todo el daño esperado, la investigación concluyó que este escenario era "muy improbable".

#### Otras fuentes potenciales
La NTSB investigó si la mezcla de combustible y aire dentro del depósito central podía haberse incendiado por un rayo, un meteorito, combustión espontánea o combustión de superficie caliente, un incendio que hubiese llegado al depósito central desde otro depósito a través de los conductos de ventilación, un fallo descontrolado del motor, la explosión de una turbina de los packs de aire acondicionado debajo del depósito central, un mal funcionamiento de la bomba de vaciado/anulación del depósito central, un mal funcionamiento de la bomba de barrido de gases, o electricidad estática. Tras los análisis la investigación determinó que era "muy improbable" que estas posibles fuentes hubiesen sido la causa del incendio.

#### Sistema Indicador de Cantidad de Combustible
La FAA y los fabricantes de aviones habían asumido que en los depósitos de combustible en todo momento existiría una mezcla de aire y combustible; por consiguiente, los diseñadores de aviones intentaron eliminar toda posible fuente de ignición de los depósitos. El principal medio era proteger todos los aparatos de la intrusión del vapor y mantener las corrientes y los voltajes utilizados por el Sistema Indicador de Cantidad de Combustible (FQIS en inglés) muy bajos. En el caso de la serie 747-100, el único cableado dentro del depósito central estaba conectado con el Sistema Indicador de Cantidad de Combustible (FQIS).
Para que el FQIS hubiese sido la fuente de ignición, debía haber tenido lugar una transferencia de energía más alta del voltaje normal del FQIS, al mismo tiempo que algún proceso mediante el cual el exceso de energía fuese liberado por el FQIS en el depósito central. Aunque la NTSB resolvió que existían factores que sugerían la probabilidad de que hubiese ocurrido un cortocircuito, añadió que  "ni el mecanismo de liberación, ni la localización de la ignición dentro del depósito central podían determinarse a partir de las pruebas disponibles". Sin embargo, la NTSB concluyó que "lo más probable es que la energía de la ignición penetrase en el depósito central a través de los cables del FQIS".
Aunque el mismo FQIS estaba diseñado para prevenir el peligro de su funcionamiento normal minimizando las corrientes y voltajes, la parte más interior del compensador del FQIS mostraba un daño similar al de un compensador que fue la fuente de ignición del fuego de un tanque de desborde que destruyó un 747 cerca de Madrid en 1976. Esto no se consideró "prueba" de una fuente de ignición. Había señales de que se hubiese formado un arco eléctrico en un manojo de cables que incluía cables del FQIS que se conectaban con el depósito central. También se evidenciaban arcos eléctricos en dos cables de un mismo conducto que el cableado del FQIS en la estación 955.
El canal del Registrador de Voz de la Cabina de Vuelo mostraba dos pérdidas en la potencia de los armónicos de fondo en el segundo antes de que la grabación terminase (con la separación del morro). Esto bien podía ser señal de un arco en el cableado de la cabina adyacente a los cables del FQIS. El capitán comentó las lecturas "disparatadas" del indicador de combustible del motor número 4 aproximadamente dos minutos y medio antes del final de la grabación. Finalmente, el indicador de nivel de combustible fue recuperado e indicaba 640 libras en lugar de las 300 libras con las que se había llenado ese depósito. Los experimentos mostraron que al aplicar electricidad a un cable que lleva al indicador de nivel de combustible puede ocasionar que el visualizador digital sufra alteraciones de cientos de libras antes de que salte el disyuntor. Así, la anomalía del indicador pudo haber sido causada por un cortocircuito en los cables del FQIS. La NTSB llegó a la conclusión de que la causa más probable de que una fuente con suficiente voltaje causase la ignición era un cortocircuito de cables dañados, o dentro de los componentes eléctricos del FQIS. Ya que no se recuperaron todos los cables y componentes, no es posible precisar la fuente del voltaje necesario.

## Conclusiones del informe
La investigación de la NTSB finalizó con la adopción del informe final de la junta el 23 de agosto de 2000. La junta determinó que la causa probable del accidente del vuelo 800 de TWA fue:: 308 

[Una] explosión del tanque de combustible del ala central (CWT), resultante de la ignición de la mezcla inflamable de combustible y aire en el tanque. No se pudo determinar con certeza la fuente de energía de ignición de la explosión, pero, de las fuentes evaluadas por la investigación, la más probable fue un cortocircuito externo al CWT que permitió la entrada de un voltaje excesivo a través del cableado eléctrico asociado con el sistema de indicación de la cantidad de combustible.

Además de la causa probable, la NTSB encontró los siguientes factores que contribuyeron al accidente:: 308 

- El concepto de diseño y certificación de que las explosiones de tanques de combustible podrían prevenirse únicamente eliminando todas las fuentes de ignición.
- La certificación del Boeing 747 con fuentes de calor ubicadas debajo del CWT sin medios para reducir el calor transferido al CWT o para hacer que el vapor del tanque de combustible sea incombustible.

Durante el curso de su investigación y en su informe final, la NTSB emitió 15 recomendaciones de seguridad, la mayoría relacionadas con el tanque de combustible y el cableado.: 309–312 Entre las recomendaciones estaba la de que se debería prestar especial atención al desarrollo de modificaciones tales como sistemas de inertización con nitrógeno para los nuevos diseños de aviones y, cuando sea posible, para los aviones existentes.

### Teorías alternativas
Después del accidente, el exjefe del Estado Mayor Conjunto Thomas Moorer y el ex secretario de prensa de la Casa Blanca Pierre Salinger especularon que el avión fue destruido por un misil y que un barco de la Marina de Estados Unidos cercano era el probable culpable.Las conclusiones de la NTSB sobre la causa del desastre del TWA 800 tardaron cuatro años y un mes en publicarse. Las primeras investigaciones y entrevistas del FBI, posteriormente utilizadas por la NTSB, se realizaron bajo la premisa de un ataque con misiles, hecho que se recoge en el informe final de la NTSB. Seis meses después del inicio de la investigación, el presidente de la NTSB, Jim Hall, declaró: «Las tres teorías —una bomba, un misil o un fallo mecánico— se mantienen».La especulación fue alimentada en parte por las primeras descripciones, imágenes y relatos de testigos oculares del desastre que indicaban una explosión repentina y rastros de fuego que se movían en dirección ascendente.
El 19 de junio de 2013, la NTSB reconoció en un comunicado de prensa que recibió una petición de reconsideración de la investigación sobre el accidente del vuelo 800 de TWA del 17 de julio de 1996.En 2014, la NTSB rechazó la petición de reabrir la investigación.En un comunicado de prensa, la NTSB declaró: "Después de una revisión exhaustiva de toda la información proporcionada por los solicitantes, la NTSB rechazó la petición en su totalidad porque la evidencia y el análisis presentados no demostraron que las conclusiones originales fueran incorrectas".
Algunos escépticos llevaron su investigación adelante y sufrieron duras represalias de su gobierno.El periodista de investigación y expolicía James Sanders, consiguió dos trozos de tela de los asientos del avión, que en un análisis químico dieron positivo a dos sustancias típicas del combustible sólido usado por misiles. Cuando intentó revelarlo fue perseguido por el gobierno federal por robar evidencias. Los dos profesionales que parecieron hacerse eco de su trabajo fueron asimismo despedidos: Kristina Borjesson, entonces productora en 60 Minutes, el informativo clásico de televisión, que siguió la historia y le entrevistó, aunque finalmente CBS, la cadena productora decidió despedirla y no emitió el reportaje, y Kelly O'Meara, entonces asistente de Michael Forbes, miembro de la Cámara de Representantes en cuya circunscripción ocurrió el accidente. O'Meara y Borjesson entrevistaron a una treintena de testigos que revelaban que habían visto una estela brillante dirigiéndose desde el océano hacia el T.W.A. 800 para una serie, Declassified, producida por Oliver Stone, pero la productora, la cadena ABC, finalmente decidió también no emitir el programa.
```
Vuelo 845 de Pan Am
```

## Después del accidente

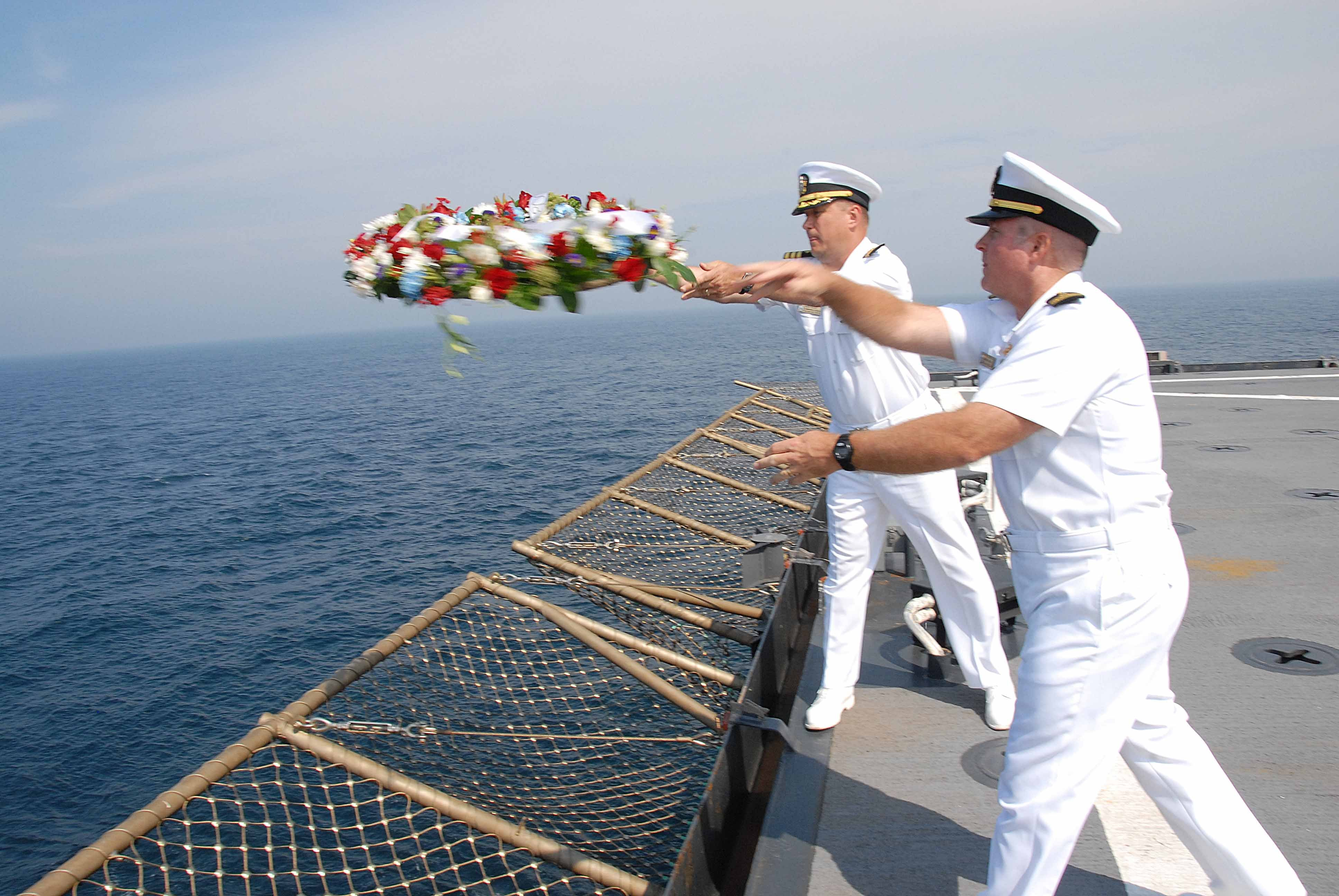
Se arroja una corona de flores al Océano Atlántico después de una ceremonia para honrar las muertes de los pasajeros.

Muchos usuarios de internet respondieron al incidente. El tráfico de la red resultante batió récords de actividad de internet en 1996. El tráfico de la CNN se cuadruplicó hasta los 3,9 millones de visitas al día. Después de que el vuelo se accidentara, la página web del The New York Times vio su tráfico incrementado hasta un millón y medio de visitas al día, un incremento de la mitad de su media anterior. En 1996 se actualizaban a diario pocas páginas web gubernamentales; la página de la Armada de los Estados Unidos relacionada con el accidente era actualizada constantemente y tenía información detallada sobre el rescate en la lugar del accidente.
Los restos fueron trasladados a unas instalaciones de la NTSB en Ashburn, Virginia, construidas especialmente para ese propósito.El avión reconstruido se utilizó para entrenar a investigadores de accidentes hasta que fue dado de baja en 2021.

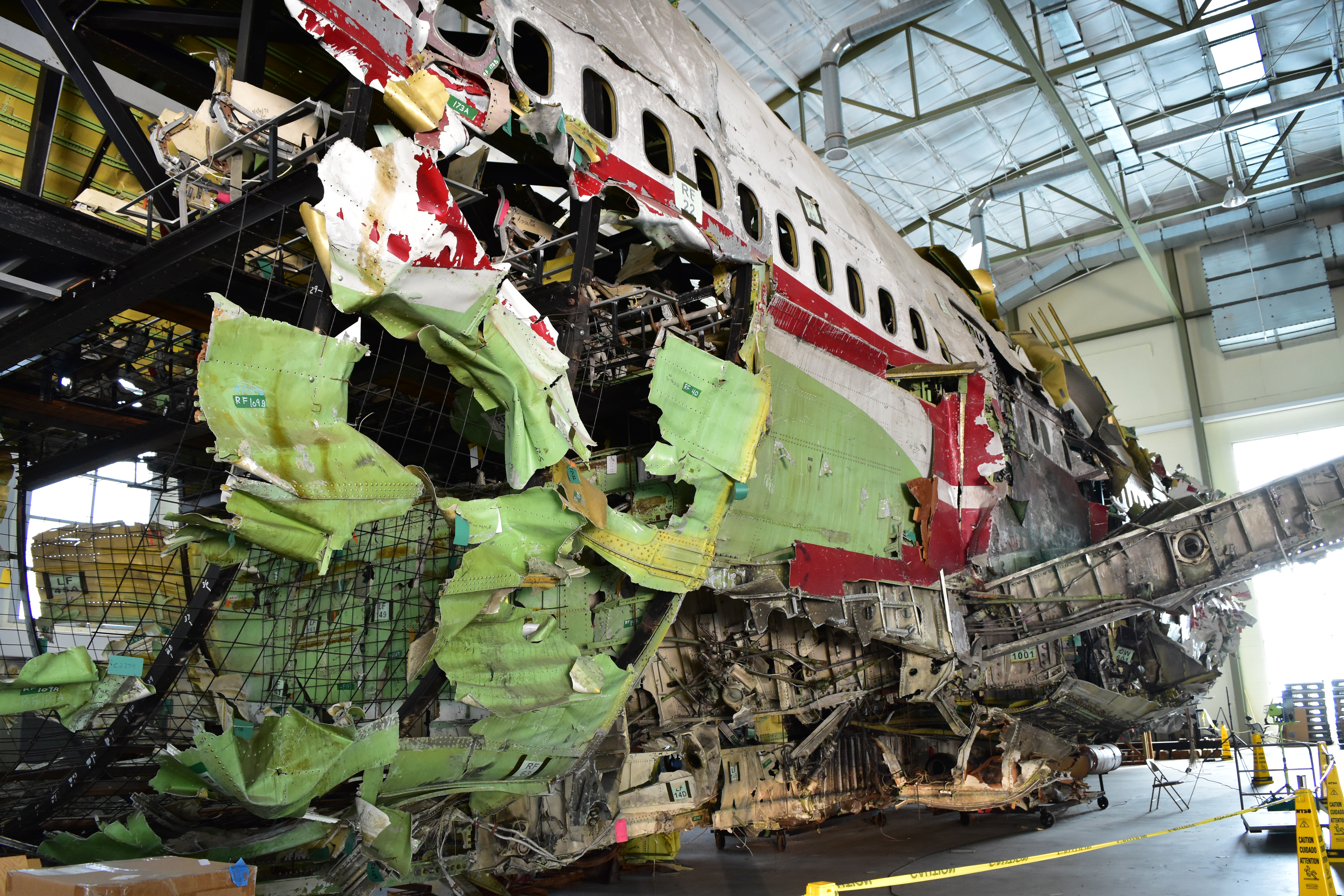
La reconstrucción del vuelo 800 utilizada como ayuda de entrenamiento en el Centro de Entrenamiento de la NTSB en Ashburn, Virginia.

El 18 de julio de 2008, la Secretaria de Transporte de los Estados Unidos, Mary E. Peters, visitó las instalaciones y anunció una norma definitiva diseñada para prevenir accidentes causados por explosiones en los tanques de combustible. Esta norma exigía a las aerolíneas bombear gas inerte en los tanques. Esta norma cubría el CWT en todos los aviones de pasajeros y de carga nuevos, así como en los aviones de pasajeros construidos durante la mayor parte de la década de 1990, pero no en los aviones de carga antiguos.La NTSB había recomendado por primera vez una norma de ese tipo apenas cinco meses después del incidente y 33 años después de una recomendación similar emitida por la Oficina de Seguridad de la Junta de Aeronáutica Civil el 17 de diciembre de 1963, nueve días después del accidente del vuelo 214 de Pan Am.

## Monumento conmemorativo internacional

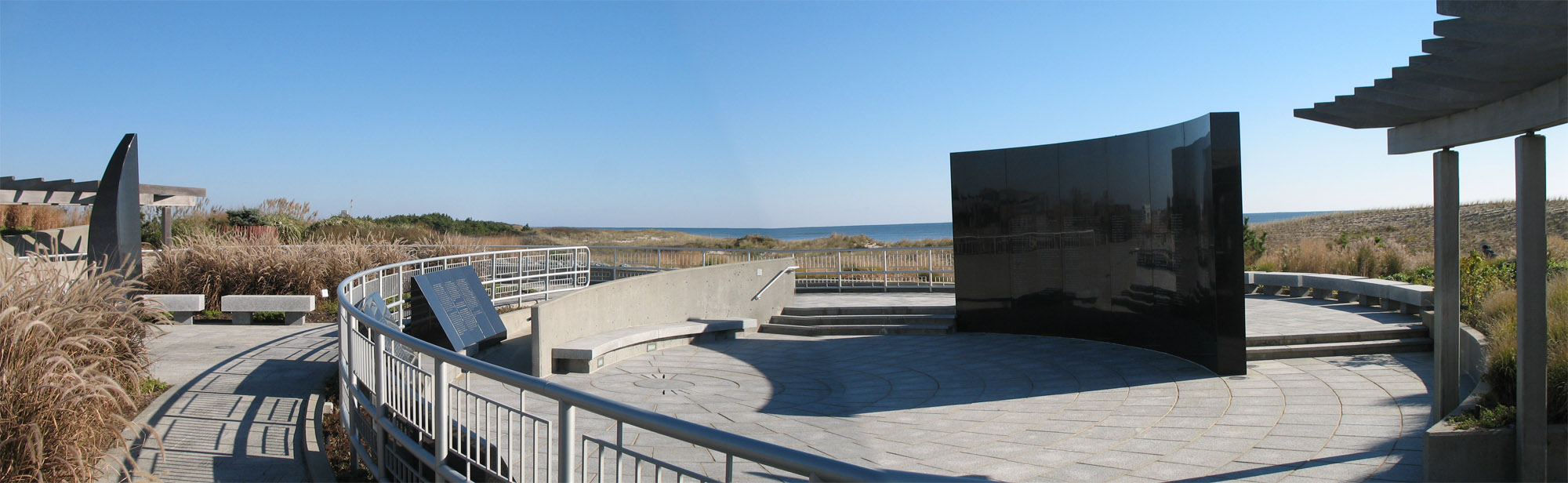
Monumento conmemorativo a las víctimas del vuelo 800

Se dedicó un monumento conmemorativo internacional al vuelo 800 de TWA en una parcela de dos acres (8100 m²) inmediatamente contigua al pabellón principal en el parque del condado de Smith Point en Shirley (Nueva York), el 14 de julio de 2004. El monumento fue financiado con fondos recaudados por la Asociación de familiares del vuelo 800 de TWA. David Busch, de Busch Associated PC de Bay Shore, Nueva York, diseñó el monumento. Este incluye terreno ajardinado, banderas de los 14 países de las víctimas, y un monumento de granito negro curvado con los nombres grabados en uno de los lados, y en el otro una ola liberando 230 gaviotas hacia el cielo. En julio de 2006 se añadió un diseño abstracto de un faro de diez pies (tres metros) de altura en granito negro diseñado por Harry Edward Seaman, que había perdido a su primo en el desastre. El faro se asienta sobre una tumba que contiene objetos personales de las víctimas.

## Pasajeros notables
Algunos de los pasajeros notables en el vuelo 800 de TWA:
- Pam Lychner, defensora de los derechos de las víctimas de delitos estadounidense.
- Michel Breistroff, jugador de hockey francés.
- David Hogan, compositor estadounidense.
- Marcel Dadi, guitarrista francés.
- Jed Johnson, expareja de Andy Warhol,  diseñador de interiores y director de la película de 1977 Andy Warhol's Bad.
- Ana María Patricio, esposa del saxofonista Wayne Shorter.
- Rodolphe Mérieux, médico, hijo de Alain Mérieux.
- Courtney Johns, hermana del guionista de DC Comics Geoff Johns, y la inspiración detrás del personaje Stargirl de DC Comics.
- Dalila Harrigan, hija del cantante de jazz Jon Lucien.

## Filmografía
- El vuelo 800 de TWA fue el tema del primer episodio de Best Evidence, un programa de documentales del Discovery Channel.[135]
- El accidente fue el tema del primer episodio de Conspiracy?, un programa de documentales del History Channel. En dicho episodio se examinan cuatro teorías sobre el accidente, incluida la oficial.[136]
- En un episodio de la serie documental de National Geographic, Segundos catastróficos se recrea el accidente con gráficos CGI (episodio «TWA Flight 800»).[137]
- La película documental de 2001 de James Sanders Silenced: Flight 800 and the Subversion of Justice presenta pruebas de que "el vuelo 800 de TWA fue en realidad destruido por un misil tierra-aire".
- La película Destino final está basada libremente en el accidente del vuelo 800. En el filme, unos estudiantes de secundaria suben a bordo del vuelo 180 de Volée Air para un viaje de estudios a París de diez días. El vuelo explota poco después del despegue. Alex Browning (Devon Sawa) tiene una premonición de que el avión explotará, y salva a siete estudiantes y un profesor de morir en la explosión.
- El vuelo 800 fue el tema del libro de Nelson DeMille Night Fall, un libro de ficción sobre la investigación de John Corey del vuelo, que también trata acerca de la teoría del misil.
- El accidente del vuelo 800 fue recreado en la temporada 17 de la serie documental Mayday: catástrofes aéreas, donde se detallan los principales momentos y experimentos de la investigación en el episodio «Explosive Proof», titulado en Latinoamérica «Prueba explosiva».